# Eva Löwstädt-Åström

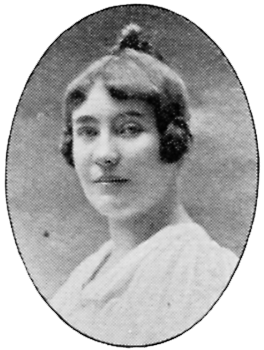
Eva Löwstädt-Åström, Foto vor 1902

Eva Matilda Löwstädt-Åström (geboren am 5. Mai 1864  in Stockholm; gestorben am 5. Mai 1942 ebenda) war eine schwedische Malerin und Grafikerin.

## Leben

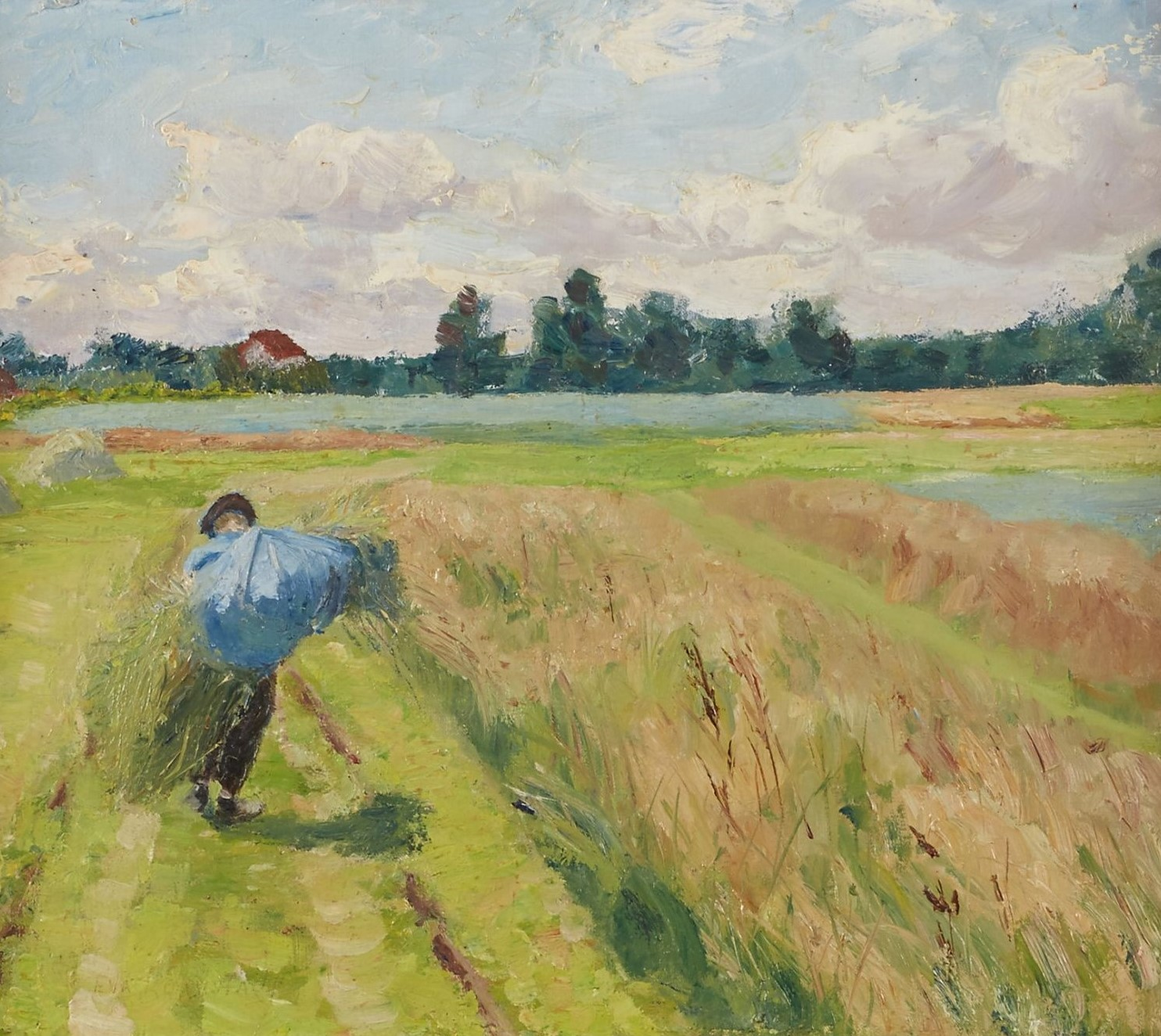
Eva Löwstädt-Åström: Skördelandskap

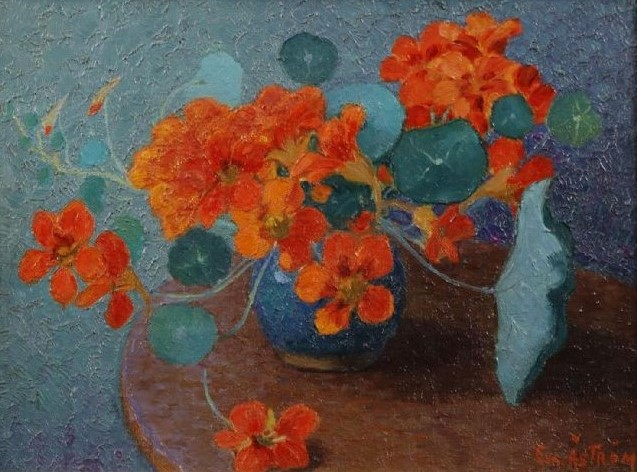
Eva Löwstädt-Åström: Stilleben med krasse

Eva Löwstädt kam 1864 als Tochter des Schneidermeisters Rudolf Löwstädt und seiner Frau Carolina Magdalena Sophia, geborene Nordqvist, in Stockholm zur Welt. Ihr Großvater war der Maler und Grafiker Carl Theodor Löwstädt. Ihre 1855 geborene Schwester Emma war ebenfalls Malerin.
Nach der schulischen Ausbildung studierte Emma Löwstädt 1885–1886 an der Kunsthochschule Tekniska skolan (heute Konstfack) in Stockholm. Zudem erhielt sie bei Axel Tallberg Unterricht in Radierung. Von 1887 bis 1890 setzte sie ihr Studium an der Académie Colarossi und der Académie Julian in Paris fort. Anschließend hielt sie sich für drei Jahre in Italien auf. Nach ihrer Rückkehr nach Schweden heiratete sie 1893 Ludvig Åström. In Stockholm gehörte sie zu den Schülern der Künstlervereinigung Konstnärsförbundet. In den 1890er Jahren reiste sie erneut nach Paris und besuchte ihre Schwester Emma in der Künstlerkolonie in Grez-sur-Loing. Zu den bevorzugten Motiven von Eva Löwstädt-Åström gehören Landschaftsbilder und Blumenstillleben, die vom Stil des Impressionismus beeinflusst sind. Ihre Werke finden sich beispielsweise im Nationalmuseum in Stockholm.